# Lecanora marginata
Lecanora marginata är en lavart som först beskrevs av Schaer., och fick sitt nu gällande namn av Hertel & Rambold. Lecanora marginata ingår i släktet Lecanora och familjen Lecanoraceae.  Arten är reproducerande i Sverige. Inga underarter finns listade i Catalogue of Life.